# オーダーメイド

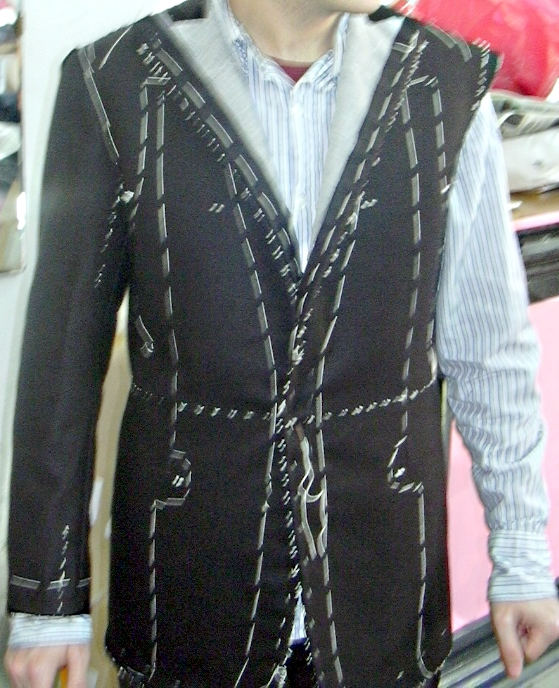

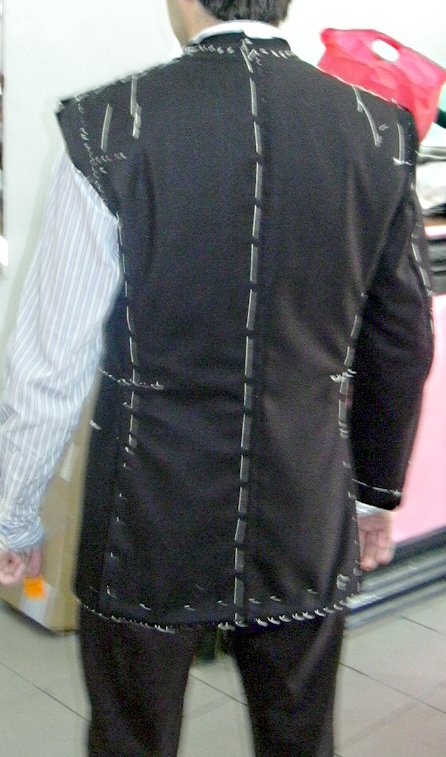

オーダーメイド (order-made、和製英語：order made、英語：bespoke tailoring、tailor-made) は、製品全般に対する受注生産や注文によって生産する商品、または生産工程を指す。医学の分野において、二重まぶたのデザインを一人一人個別に行う際にも、オーダーメイドという表現が使われる場合もある。

## 洋服
服飾業界では既製服であるレディメイドに対する用語としてテイラー（テーラーとも、仕立て屋の英訳）によって採寸・型取り・縫製された注文服を指す言葉として用いられる。

### オーダーの種類（主としてスーツを念頭に）
オーダーには大きく分けて、パターンオーダー、イージーオーダー、フルオーダーがある。
パターンオーダーは、基本的なデザインが既にあり、サイズを注文者に合わせて製作するものである。方法として採寸はするが、メーカーにより誤差があるので実際のサイズ別見本スーツを試着してもらい、ボタンの種類、本切迫の数やステッチの色も指定出来る。
フルオーダーは、専用の型紙を起こして製作する。フルオーダーでは布帛を立体で身体にフィットさせる為、一般に途中で仮縫いが入る。
- 姿勢が反身気味の方は、タスキジワとツキジワが出るので、肩線で前身頃を長く、後身頃を短くする。
- 猫背屈身気味の方は、えり抜けと脇下前下りジワが出るので、肩線から前身頃を短く、後身頃を長くする。
- 肩線がなで肩の方は、えり抜けになるので、後ろ襟下を上に幅出しする。
- 怒り肩の方は、ツキジワが出るので後ろ襟下をカットする。

(えり抜けとは、後ろ襟下が下がり、シャツが少し見える事。ツキジワとは、背中に横ジワが出る事。タスキジワとは前身頃アームホールラインにシワがでる事。)
イージーオーダーはフルオーダーの簡易版であり、既存の型紙をベースにしつつ注文者の猫背、鳩胸などの体型に合わせた補正を加えて製作する。
また、ス・ミズーラと呼ばれるものがある。これは以上の3者と異なり、テーラーではなく特定のブランドに依頼するもので、そのブランドが考えるクラシカルなスタイルを基本としつつ、ディティールを注文者の自由とし、注文者の体型に合わせて製作するものである。

#### オーダースーツの市場推移
紳士服市場の縮小を打破する活路として、各社がオーダースーツ販売に力を入れている。
株式会社オンワードパーソナルスタイルは、2019年～2022年のスーツ平均単価、購入金額・売上シェア構成比を比較・分析した結果を発表し、オーダースーツエントリーブランド「KASHIYAMA」において若年層はオーダースーツのスタンダード化が顕著なったと発表している。
青山商事株式会社は、2023年10月から洋服の青山全店でオーダースーツブランド「Quality OrderSHITATE」を導入開始した。
また、オーダースーツに関するアンケート調査では、28.2%がオーダースーツを購入した経験があると回答している。

### 既製服との比較
洋服の既製服には服の大小やサイズを示すために号数表示がある。号数の多くは身長に応じた体格から平均的に算出した寸法で生産されている。そのため背丈に対して腕の長さを表す袖丈（そでたけ）や男性では首回（くびまわり）や胸囲、女性ではバスト、ウエストや股下の寸法比率などが決まっており、統計的に需要の多い体格に合わせた生産が行われている。号数はJISサイズに準拠した規格寸法ではあるが、製造メーカーにより若干の差異やばらつきがある。
既製品が合わないイレギュラーな体格である場合には、適時オーダーメイドで対応する。体の各部の採寸をし、なるべく平均的な身体に近付けるよう型紙の修正や補正を行い、布の裁断、縫製を行う。
注文服の場合は併せて、生地の選定、背広など上着なら襟の形状、袖口のデザイン、ボタンの数、ポケットのデザイン・数・位置、パンツ（ズボン、スラックス）ではタックの数、裾幅や形状、ポケット数や位置などを個々に選定する。ワイシャツなどは襟、袖の形状が数多く多様化した組み合わせが可能であり、体格に合わせた洋服を作ることができる。

### 基本サイズ表
男性の上着では体格のシルエットを文字で表現し、一般的なものではA体・B体・Y体のように呼ぶ。A体は箱形のシルエット、B体はAよりウエストの太いシルエット、Y体は逆三角形の痩せたシルエットをそれぞれ示す。

### 類義語
類義語には以下のようなものがある。
- オーダーメイド
- セミオーダー
- パターンオーダー
- イージーオーダー
- テーラーメイド
- フルオーダー
- カスタムメイド
- ビスポーク
- メイド・トゥ・オーダー
- ワンオフ

## 物品
物品におけるオーダーメイドは受注生産と注文生産に分類され、一般的には両者を混同して用いており、両者の明確な区分はない。
1つは生産体制が整っているが需要と供給のバランスが悪く、在庫や輸送などの観点から受注してから製造を始めて発送する物品、または在庫を少量抱えておき注文を受けてから発送するもの。他方は規格外の製品を新たに設計し、大量生産を前提としない一品生産を行い製造・発送するもの。